# Bank of Communications
Bank of Communications Limited (BoCom eller BoComm) (forenklet kinesisk: 交通银行; traditionelt kinesisk: 交通銀行; pinyin: Jiāotōng Yínháng; ofte forkortet som 交行), (HKEX: 3328, HKEX: 4605, SSE: 601328) er en kinesisk bankkoncern. BoCom var målt på antal aktiver i 2012 Kinas 6. største bank. I 2009 havde koncernen 79.122 ansatte.
Virksomheden er etableret i 1908 og er dermed blandt de ældste af Kinas banker. Banken blev børsnoteret på Hong Kong Stock Exchange i juni 2005 og på Shanghai Stock Exchange i maj 2007.
Bank of Communications har i dag mere end 2.800 filialer i over 80 større byer i Kina. Udover Hongkong er banken også internationalt tilstede i New York City, Tokyo, Singapore og desuden har den repræsentationskontorer i London og Frankfurt am Main. 

## Historie

### Før 1949
Banken blev etableret i 1908 og havde i sine tidlige år tilladelse til at udstede pengesedler. Bank of Communications havde til opgave at hjælpe med udviklingen af Kinas industrier. Den første afdeling i Hongkong åbnede 27. november 1934.

### Efter 1949

#### Republikken Kina
Efter den kinesiske borgerkrig sluttede i 1949, blev Bank of Communications opsplittet, i samme stil som Bank of China, i to dele. Den ene del blev genplaceret i Taiwan under Kuomintang-styret. I Taiwan kendes banken også som Bank of Transportation (交通銀行, Chiao Tung Bank). Den fusionerede senere med International Commercial Bank of China (中國國際商業銀行) og efter dens privatisering i 1971 skiftede den navn til Mega International Commercial Bank (兆豐國際商業銀行).

#### Folkets Republik Kina
Operationerne i fastlands-kina udgår den nuværende Bank of Communication.

### Nyere historie
I 1986 besluttede det kinesiske statsråd at restrukturere banken og hovedkvarteret blev flyttet fra Beijing til Shanghai.

## Aktionærer
De største aktionærer pr. 31. december 2011 er:
1. Kinas finansministerium: 16.413.353.049, 26,52 %
2. HKSCC Nominees Limited: 13.564.847.033, 21,92 %
3. Hongkong and Shanghai Banking Corporation: 11.530.478.263, 18,63 % (datterselskab til HSBC)